# Frederik Frison
Frederik Frison (* 28. Juli 1992 in Geel) ist ein belgischer Radrennfahrer, der aktuell beim UCI WorldTeam Lotto fährt. Er ist der Großneffe von Herman Frison.

## Werdegang
Frederik Frison kam nach mehreren Jahren bei kleineren Juniorenteams zum U23-Kader des Profirennstalls Lotto-Soudal. Nach mehreren Top-10-Platzierungen (9. bei der Olympia’s Tour und dem Memorial Philippe Van Coningsloo, 10. bei der Tour du Loir-et-Cher) fuhr er zunächst als Stagiaire 2015 Paris–Tours und die Tour of Britain, woraufhin er für 2016 einen Vertrag beim WorldTour-Team erhielt.

## Erfolge
2015
- Belgische Meisterschaft im Einzelzeitfahren auf der Straße (Fahrer ohne Profivertrag)[4]

## Grand-Tour-Platzierungen
| Grand Tour            | 2018 | 2019 | 2020 | 2021 | 2022 | 2023 |
| --------------------- | ---- | ---- | ---- | ---- | ---- | ---- |
| Giro d’ItaliaGiro     | 142  | –    | –    | –    | –    | –    |
| Tour de FranceTour    | –    | –    | 145  | –    | 130  | 147  |
| Vuelta a EspañaVuelta | –    | –    | –    | DNF  | –    | …    |